# فيرجابين

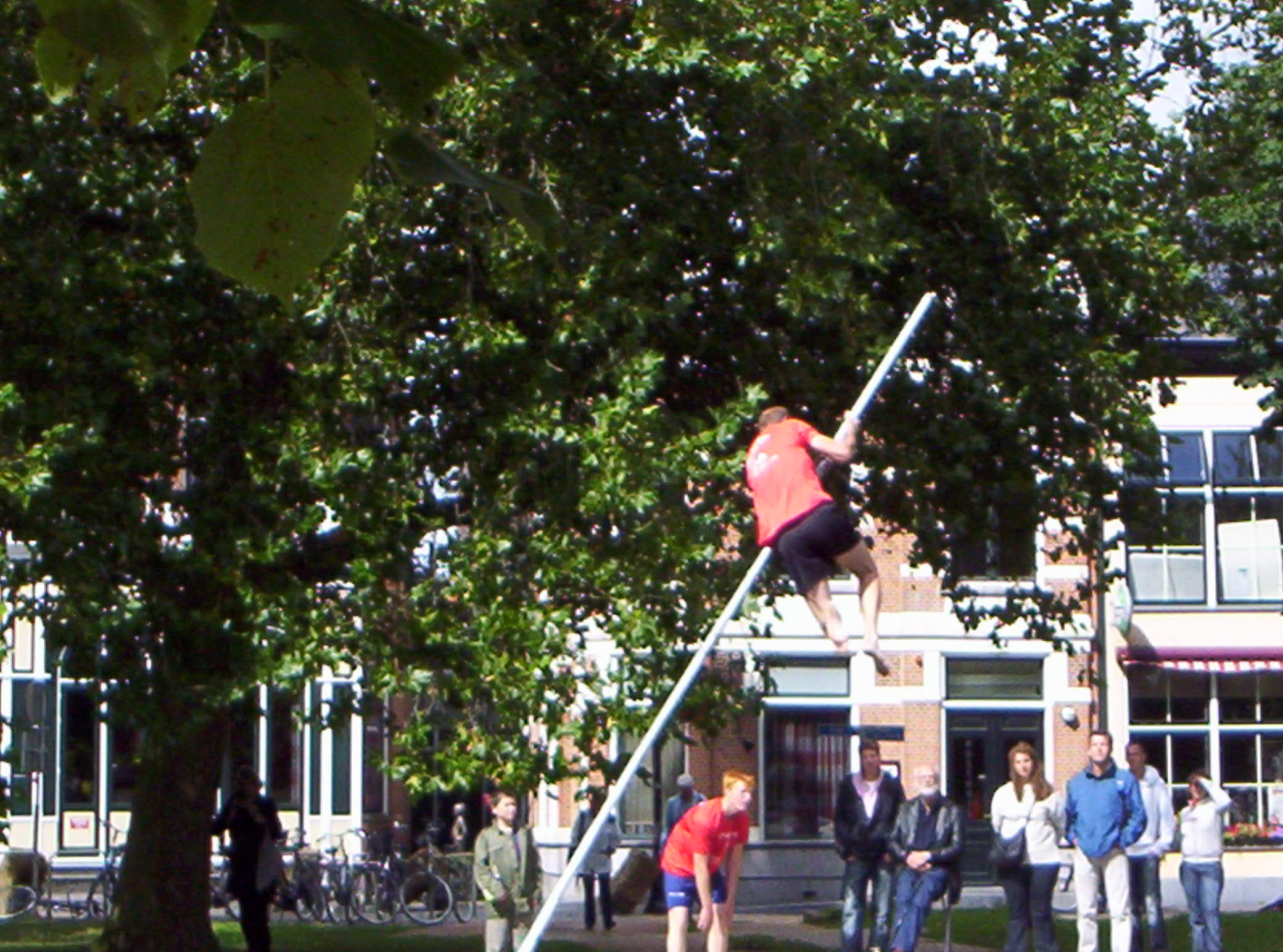

فيرجابين هي رياضة شعبية في فرايزلاند،هولندا.تتضمن الرياضة عمود طوله ما بين 8 و13 متر وممر مائي حيث يقوم المتسابق بالركض علي ضفة الممر ومن ثم رمي العمود في الماء والتسلق عيله والمحاولة للوصول إلى الضفة الأخرى من الممر المائي.
نظراً لكثرة الممرات المائية في هولندا ابتكر شعب فرايزلاند هذة الرياضة لتسهيل عبورهم الممرات المائية.